# Victoriano Salado Álvarez
Victoriano Salado Álvarez (Teocalteche, 30 settembre 1867 – Città del Messico, 13 ottobre 1931) è stato un politico e giornalista messicano.
Sostenitore di Porfirio Díaz, fu Ministro degli esteri del Messico nel 1911. Nel 1911 e 1912 fu ambasciatore messicano nel Guatemala e a El Salvador. Fu inoltre un apprezzato storico: raccolse in Episodios histórico-mejicanos (1902) le lotte civili del 1851-1861 e in altri volumi la cronaca degli interventi francesi in Messico.